# Чернухин, Иван Фомич
Ива́н Фоми́ч Черну́хин (11 января 1913, дер. Погореловка, Курская губерния — 13 мая 1984, Ворошиловград) — помощник командира взвода 60-го гвардейского кавалерийского полка 16-й гвардейской Черниговской кавалерийской дивизии, сформированной в декабре 1941 года в городе Уфе, как 112-я Башкирская кавалерийская дивизия, 7-го гвардейского кавалерийского корпуса 1-го Белорусского фронта, гвардии старшина.

## Биография
Родился 11 января 1913 года в деревне Погореловка (ныне село, центр Погореловского сельского поселения, Корочанский район, Белгородская область) в крестьянской семье. Русский. Член КПСС с 1967 года. Образование начальное. Работал в колхозе.
В Красной Армии с 1942 года. В действующей армии с декабря 1942 года. Помощник командира взвода 60-го гвардейского кавалерийского полка гвардии старшина Иван Чернухин, действуя в головном дозоре 18 января 1945 года, первым переправился вброд через реку Пилица, прорвался через траншеи противника и, продвигаясь вперёд, захватил перекрёсток дорог в польский город Томашув.
Указом Президиума Верховного Совета СССР от 6 апреля 1945 года за образцовое выполнение боевого задания командования в борьбе с немецко-фашистскими захватчиками и проявленные при этом мужество и героизм, гвардии старшине Чернухину Ивану Фомичу присвоено звание Героя Советского Союза с вручением ордена Ленина и медали «Золотая Звезда».
После войны демобилизован. Жил и работал в городе Ворошиловград. Умер 13 мая 1984 года. Похоронен в Луганске.

## Награды
Награждён орденами Ленина, Отечественной войны 2-й степени, двумя орденами Красной Звезды, медалями.

## Память
- Имя И. Ф. Чернухина высечено золотыми буквами на мемориальных досках вместе с именами всех 78-и Героев Советского Союза 112-й Башкирской кавалерийской дивизии, установленных в Национальном музее Республики Башкортостан и в Музее 112-й Башкирской кавалерийской дивизии.
- В посёлке городского типа Прохоровка Белгородской области на Аллее Героев установлен его бюст.